# قائمة المصفوفات

بنية المصفوفة

هذا المقال يسرد بعضاً من أصناف المصفوفات المستعملة في الرياضيات، العلوم، والهندسة. كتذكير بمفهوم المصفوفة، يمكن تعريفها بأنها منظومة مستطيلة من الأعداد تدعى بالمدخلات أو عناصر المصفوفة. فيما يلي مثال لمصفوفة الوحدة.
{\displaystyle I_{n}={\begin{bmatrix}1&0&\cdots &0\\0&1&\cdots &0\\\vdots &\vdots &\ddots &\vdots \\0&0&\cdots &1\end{bmatrix}}.}
توجد طرق متعددة لتصنيف المصفوفات أبرزها تصنيفها وفقاً لقيمها الذاتية.

## مصفوفات ذات عناصر مقيدة
فيما يلي قائمة بالمصفوفات التي تخضع لشروط معينة. العديد منها تنطبق على المصفوفات المربعة فقط، أي التي لها نفس العدد من الصفوف والأعمدة.
| الاسم                 | توضيح | ملاحظات، مصادر                              |
| --------------------- | --- | ------------------------------------------- |
| مصفوفة-(0,1)          | مصفوفة جميع عناصرها 0 أو 1.                                                                                                 | قد تسمى أيضا المصفوفة الثنائية أو المنطقية. |
| مصفوفة مناوبة         | مصفوفة جميع أعمدتها تحتوي على دالة معينة تنطبق على مدخلاتها.                                                                |                                             |
| مصفوفة عكس قطرية      | مصفوفة مربعة جميع عناصرها أصفاراً عدا عناصر عكس القطر الرئيسي.                                                               |                                             |
| مصفوفة عكس هيرميتيان  | | معنى آخر لمصفوفة سكيو-هيرميتيان.            |
| مصفوفة متماثلة منحرفة | | معنى آخر لمصفوفة سكيو-متماثلة.              |
| مصفوفة رأس سهم        | مصفوفة مربعة تحوي أصفارا عدا الصف الأول، العمود الأول والقطر الئيسي.                                                        |                                             |
| مصفوفة عصبة           | مصفوفة مربعة مدخلاتها اللاصفرية محصورة حول القطر الرئيس (بشكل عصبة).                                                        |                                             |
| مصفوفة ثنائية قطرية   | مصفوفة عناصرها القطر الرئيسي أو القطر الفرعي فقط.                                                                           |                                             |
| مصفوفة ثنائية         | مصفوفة عناصرها إما 0 أو 1.                                                                                                  | انظر في البداية.                            |
| مصفوفة ثنائية التماثل | مصفوفة مربعة متماثلة بالنسبة لقطرها الرئيس وقطرها المقابل للرئيس.                                                           |                                             |
| مصفوفة كوشي           | مفوفة عناصرها على الصورة 1/(xi + yj) لقيم (xi), (yj) متعاقبة (أي بأخذ كل قيمة مرة واحدة فقط).                               |                                             |
| مصفوفة أغلبية القطر   | aii\| > Σj≠i \|aij\|. |                                             |
| مصفوفة قطرية          | مصفوفة مربعة جميع مدخلاتها خارج القطر الرئيس أصفاراً.                                                                        |                                             |
| مصفوفة أولية          | مصفوفة يتم اشتقاقها بتطبيق عملية أساسية على الصف إلى مصفوفة الوحدة.                                                         |                                             |
| مصفوفة هانكل          | مصفوفة ذات أقطار-سكيو ثابته.                                                                                                | تماثلية.                                    |
| مصفوفة هيرميتانية     | مصفوفة مربعة مساوية لمرافقها, A = A*.                                                                                       |                                             |
| مصفوفة مجوفة          | مصفوفة يؤلف قطرها الرئيس أصفارا.                                                                                            |                                             |
| مصفوفة صحيحة          | مصفوفة مدخلاتها أعداد صحيحة.                                                                                                |                                             |
| مصفوفة منطقية         | انظر مصفوفة ثنائية. | نفس المعنى لمصفوفة ثنائية.                  |
| مصفوفة أحادية         | مصفوفة مربعة ذات قيمة لا صفرية وحيدة في كل صف وعمود.                                                                        |                                             |
| مصفوفة مور            | صف يحتوي على a, aq, aq², إلخ., وكل صف يستخدم متغيرا مختلفا.                                                                 |                                             |
| مصفوفة لا سالبة       | مصفوفة عناصرها ليست سالبة.                                                                                                  |                                             |
| مصفوفة مجزأة          | مصفوفة مجزأة إلى مصفوفات فرعية.                                                                                             |                                             |
| مصفوفة كثيرة حدود     | مصفوفة مدخلاتها عبارة عن كثيرات حدود.                                                                                       |                                             |
| مصفوفة موجبة          | مصفوفة جميع مدخلاتها موجبة.                                                                                                 |                                             |
| مصفوفة إشارة          | مصفوفة عناصرها إما +1, 0, أو −1.                                                                                            |                                             |
| مصفوفة توقيع          | مصفوفة قطرية حيث تكون عناصرها إما +1 أو −1.                                                                                 |                                             |
| مصفوفة متماثلة        | مصفوفة مربعة مساوية لمدورها, A = AT (ai,j = aj,i).                                                                          |                                             |
| مصفوفة توبليتز        | مصفوفة بأقطار ثابتة. |                                             |
| مصفوفة مثلثية         | مصفوفة جميع مدخلاتها أعلى القطر الرئيسي تساوي أصفاراً (مثلثية سفلية)أو جميع مدخلاتها تحت القطر الرئيس أصفارا (مثلثية علوية). |                                             |
| مصفوفة مثلثية قطرية   | مصفوفة قيمها اللاصفرية تقع على القطر الرئيس والقطرين الواقعين فوقه وتحته فقط.                                               |                                             |
| مصفوفة وحدوية         | مصفوفة مربعة معكوسها يساوي مرافقها, A−1 = A*.                                                                               |                                             |
| مصفوفة فانديرموند     | صف يتألف من 1, a, a², a³, إلخ., وكل صف يستخدم متغيرا مختلفا.                                                                |                                             |
| مصفوفة ولش            | مصفوفة مربعة، أبعادها من قوى العدد 2، عناصرها مؤلفة من 0 أو1.                                                               |                                             |
| مصفوفة مرافقة         | {\displaystyle \left(\operatorname {com} A\right)_{i,j}:=\det \left(A'_{i,j}\right)=(-1)^{i+j}\det \left(A_{i,j}\right)}    |                                             |